# توماس بي. وارد
توماس بي. وارد (بالإنجليزية: Thomas B. Ward)‏ هو قاضي ومحامي وسياسي أمريكي، ولد في 27 أبريل 1835 في ميريزفيل في الولايات المتحدة، وتوفي في 1892 في لافاييت في الولايات المتحدة. حزبياً، نشط في الحزب الديمقراطي. وقد انتخب عضو مجلس النواب الأمريكي.